# Districtul Bang Saphan
Bang Saphan (în thailandeză บางสะพาน) este un district (Amphoe) din provincia Prachuap Khiri Khan, Thailanda, cu o populație de 71.241 de locuitori și o suprafață de 868 km².

## Componență
Districtul este împărțit în 7 subdistricte (tambon), care sunt subdivizate în 71 de sate (muban).
| Nr. | Nume               | În thailandeză | Sate |  |
| --- | ------------------ | -------------- | ---- |  |
| 1.  | Kamnoet Nopphakhun | กำเนิดนพคุณ      | 8    |  |
| 2.  | Phong Prasat       | พงศ์ประศาสน์     | 11   |  |
| 3.  | Ron Thong          | ร่อนทอง         | 12   |  |
| 4.  | Thong Chai         | ธงชัย           | 11   |  |
| 5.  | Chai Kasem         | ชัยเกษม         | 12   |  |
| 6.  | Thong Mongkhon     | ทองมงคล        | 10   |  |
| 7.  | Mae Ramphueng      | แม่รำพึง         | 7    |  |